# ستيبان يوفانوفيتش
ستيبان يوفانوفيتش (بالألمانية: Stephan von Jovanović)‏ هو عسكري نمساوي، ولد في 5 يناير 1828 في غوسبيتش في كرواتيا، وتوفي في 8 ديسمبر 1885 في زادار في كرواتيا.